# Enquête (civiel recht)
Enquête is de term die gebruikt wordt in het burgerlijk procesrecht voor het horen van getuigen. In een tussenvonnis wordt aan een van beide partijen een bewijsopdracht gegeven, als die partij voor dat bewijs getuigen wil laten horen dan vindt er een enquête plaats. Het tweede getuigenverhoor, waarin de andere partij getuigen laat horen om te verklaringen van de gehoorde getuigen te weerleggen, wordt contra-enquête genoemd.